# Martin Driller
Martin Driller (Paderborn, 1970. január 2. –) német labdarúgócsatár.